# Good Old-Fashioned Lover Boy
Good Old-Fashioned Lover Boy là đĩa đơn thứ 4 thuộc loại "Các đĩa đơn EP đầu tiên của Queen") và là bài hát thứ 8 trong al bum làm năm 1976 A Day at the Races của ban nhạc rock Anh Queen, được Freddie Mercury sáng tác. Bài hát là một trong số những bài hát Anh quốc Music Hall được viết bởi Freddie và Brian May có trong những album khác của Queen trong thập kỷ 70.
Bài hát được mở đầu với tiếng đàn piano và giọng hát của Mercury, và tiếp theo đó là tiếng bass và trống đệm thêm vào cho đoạn đầu. Đoạn nhạc thứ hai lại được viết theo hợp âm khác. Ở đoạn này, tiếng trống, bass và guitar rời rạc và sau đó là điệp khúc được hát bởi Freddie Mercury và Mick Stone. Tiếp theo đoạn ghi ta sô lô của Brian May là đoạn nhạc khác và hợp âm kết thúc bài hát.